# 23151 Georgehotz
23151 Georgehotz là một tiểu hành tinh vành đai chính với chu kỳ quỹ đạo là 1803.9254319 ngày (4.94 năm).
Nó được phát hiện ngày 30 tháng 1 năm 2000.